# Állati nagy szökés
Az Állati nagy szökés (eredeti cím: Ozzy) 2016-ban bemutatott spanyol 3D-s számítógépes animációs film, amelynek a rendezői Alberto Rodríguez és Nacho La Casa, a producerei Jeff Bell, Ibón Cormenzana, Phyllis Laing, Nacho La Casa, Ignasi Estapé és Ken Zorniak, az írója Juan Ramón Ruiz de Somavía, a zeneszerzője Fernando Velázquez. A mozifilm az Arcadia Motion Pictures gyártásában készült, a Buena Vista International forgalmazásában jelent meg. Műfaját tekintve kalandfilm, és filmvígjáték.
Spanyolországban 2016. október 14-én mutatták be, Magyarországon 2017. január 5-én.
A filmet jelölték Goya-díjra a legjobb animációs film kategóriában.

## Cselekmény
A Martin család meghívást kap az oszakai képregénykiállításra. Nem lehetséges, hogy Ozzy nevű kutyájukat Japánba vigyék. Nehéz szívvel bízzák őt egy különleges rezidenciára, amelyet a háziállatok számára kialakított luxuskörülmények között tartanak számon. A valóságban Ozzy egy kutyabörtönbe kerül, ahonnan igyekszik minél hamarabb megszökni.

## Szereplők
| Szereplő    | Eredeti hang     | Magyar hang          |
| ----------- | ---------------- | -------------------- |
| Mázli       | Guillermo Romero | Elek Ferenc          |
| Vaksi       | Dani Rovira      | Horváth Illés        |
| Vito        | José Mota        | Orosz Ákos           |
| Mr. Robbins | Carlos Areces    | Kapácsy Miklós       |
| Paula       | Michelle Jenner  | Szűcs Anna Viola     |
| Radar       | Fernando Tejero  | Kerekes József       |
| Maddie      | Elsa Pataky      | Bognár Gyöngyvér     |
| Dominic     | Selu Nieto       | Németh Attila István |
| Chester     | Luis Bajo        | Schneider Zoltán     |
| Morgó       | Héctor Cantolla  | Vass Gábor           |
| Decker      | Juan Fernández   | Sarádi Zsolt         |
| Doki        | Lorenzo Beteta   | Seszták Szabolcs     |
| Gyilkos     | José Escobosa    | Papucsek Vilmos      |
| Eddie       | Ricardo Escobar  | Kisfalusi Lehel      |
| Moe         | TBA              | Faragó József        |
| Lobo        | TBA              | Mészáros Máté        |
| Susan       | TBA              | Orosz Anna           |
| Ted         | TBA              | Pavletits Béla       |